# 長大管斑蚜
長大管斑蚜（学名：Yamatocallis sauteri）为斑蚜科管斑蚜屬下的一个种。